# Skolpartiet i Österåker
Skolpartiet i Österåker (SPÖ) var ett lokalt politiskt parti i Österåkers kommun. Partiet bildades inför valet till kommunfullmäktige 2014.  
I kommunalvalet 2014 fick partiet 3,39 procent av rösterna vilket motsvarade 881 röster och erhöll därmed ett mandat i kommunfullmäktige.
Partiet hade ett valtekniskt samarbete med Vänsterpartiet och Roslagspartiet vilket gav partiet en plats i skolnämnden och en ersättarplats i Produktionsstyrelsen.
Partiet ställde inte upp i valet 2018.

## Valresultat
| År   | Röster | %    | Mandat  | Ref   |
| ---- | ------ | ---- | ------- | ----- |
| 2014 | 881    | 3,39 | 1 av 51 | [ 1 ] |